# Fiat Fullback
La FIAT Fullback est le nom du pick-up de taille moyenne du constructeur automobile italien Fiat Professional destiné aux marchés de la zone EMEA (Europe, Moyen-Orient et Afrique) ainsi qu'au Chili, présenté en avant première au Dubaï Motor Show le 10 novembre 2015. Proche dérivé du Mitsubishi L200, il est produit de 2016 à 2019.

## Histoire
Pour se lancer sur le segment très concurrentiel du pick-up, FIAT s'est allié à un constructeur historique dans ce domaine. Le FIAT Fullback est le fruit d'un accord de collaboration entre les constructeurs italien FIAT et japonais Mitsubishi signé en 2014. Le constructeur japonais en a tiré le L200 de 5e génération présenté en avant-première au Salon de Genève en mars 2015.
Le nom « Fullback » est celui attribué à un joueur fondamental au football américain et au rugby. C'est le dernier joueur en défense et le défenseur en attaque. Il est réputé être un des rares joueurs à pouvoir résoudre n'importe quelle situation que ce soit.
En Europe, FIAT Professional fait la promotion de son tout nouveau pick-up avec la star américaine Chuck Norris. Les publicités sont humoristiques et jouent sur ce que l'on appelle les Chuck Norris Facts.
En 2019, le Fullback tire sa révérence. FIAT annonce la fin de sa commercialisation, faute d'un niveau de ventes suffisant. De plus, Mitsubishi ayant lancé une version restylée de son L200, (modifiant de manière importante l'apparence du véhicule pour le rapprocher de la nouvelle identité stylistique de Mitsubishi), un nouveau rebadgeage aurait été nécessaire pour que la marque turinoise continue de commercialiser son Fullback.

### Caractéristiques selon les pays
Le FIAT Fullback destiné aux marchés européens est commercialisé en version 4x2 ou 4x4. Il est équipé d'un moteur diesel en aluminium de 2,4 litres de cylindrée proposé en deux versions développant 154 et 181 ch. Ce moteur provenant du constructeur Mitsubishi Motors a été renommé 2.4 Multijet. Sa transmission est assurée par une boîte de vitesses manuelle à 6 rapports ou automatique à 5 rapports. La transmission 4x4 est disponible sur le modèle de 154 ou 181 ch. La transmission 4x2 n'est disponible que sur le modèle 154 ch. Ces moteurs satisfont les normes Euro VI.

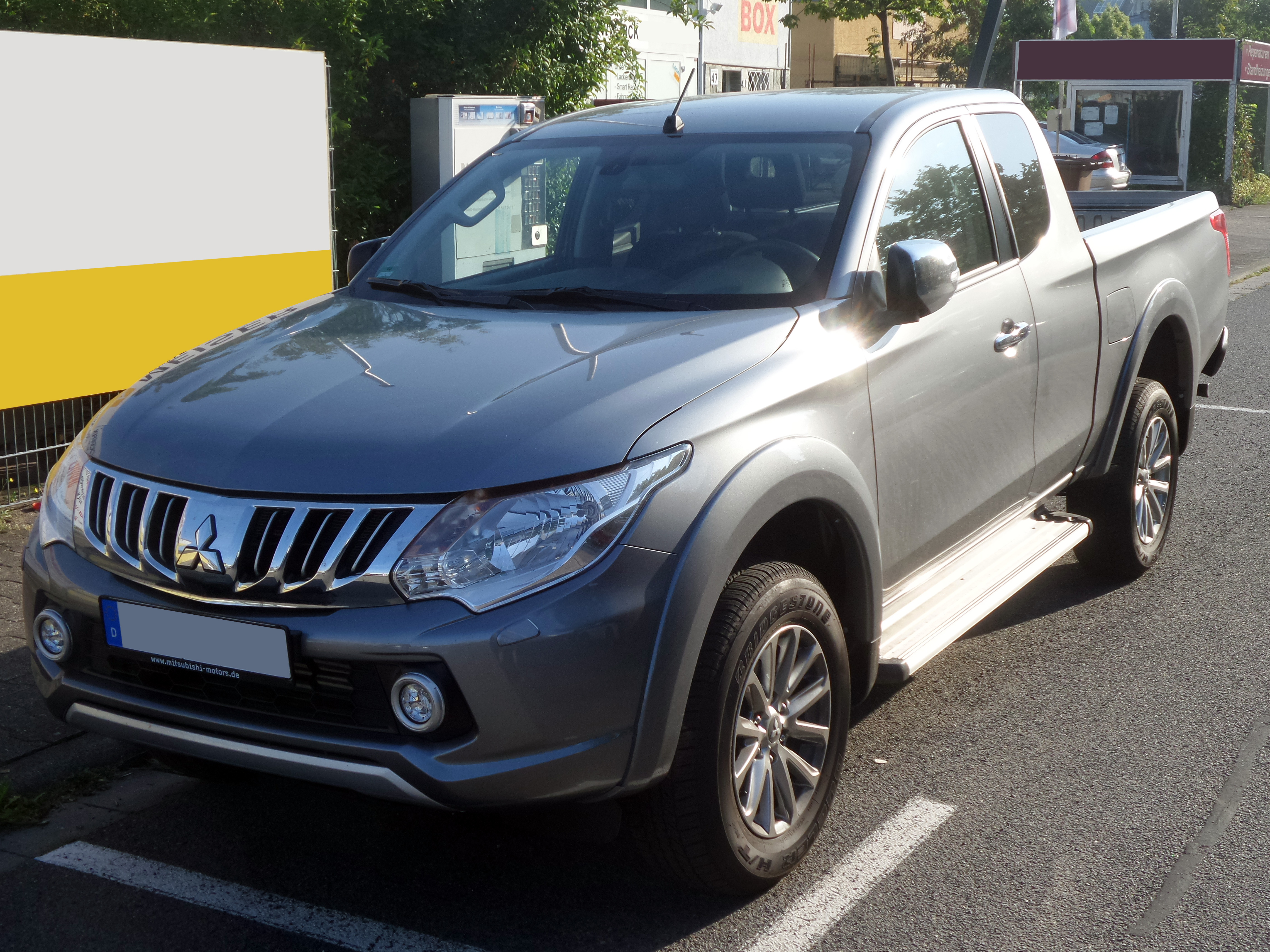
Mitsubishi L200

Sur les marchés africains et extra-européens, le modèle est commercialisé en version 4x2 avec un moteur essence de 2,4 litres développant 132 ch ou un diesel de 2,5 litres en deux versions développant 110 et 178 ch.
Il est aussi vendu comme L200/Triton/Strada chez Mitsubishi ou RAM 1200 par le réseau FIAT-Chrysler et Dodge. Tous ces modèles sont produits en Thaïlande, dans l'usine de Laem Chabang.

### Typologie
Comme la plupart de ses concurrents, le FIAT Fullback propose une gamme complète comprenant quatre configurations : « Single cab », « Extended cab », « Double cab » et « Châssis » ainsi que trois niveaux de finition.
Toutes les versions ont les mêmes dimensions :  1 780 mm de hauteur, 1 815 mm de largeur et 3 000 mm d'empattement.
La longueur varie en fonction de la configuration : elle est de 5 155 mm pour la version « Single Cab », 5 275 mm avec la cabine « Extended » et 5 285 mm pour la  « Double Cab ». La longueur du plateau varie également selon cette même configuration allant de 2 265 mm avec la « Single Cab » à 1 850 mm avec l'« Extended Cab » en passant par 1 520 mm pour la « Double Cab ». La version « Extended Cab » possède des portes antagonistes pour les places arrière, et c'est la seule à pourvoir être équipée d'une benne basculante en option. La version « Single Cab » n'a que 2 portes contre 4 pour la « Double Cab ».
La charge utile maximale totale transportée est de 1 030 kg dans la version « Single Cab ». Le véhicule peut tracter une charge maximale de 3 100 kg (valeur un peu inférieure à ces concurrents). Le rayon de braquage du véhicule est de 5,9 m. Le réservoir a une capacité totale de 75 l. De plus, une garde au sol de 21 cm permet à ce 4x4 d'arpenter les routes les plus défoncées, aidé par des angles d'attaque et de fuite élevés (angle d'attaque 30°, angle ventral 24°, angle de fuite 22°). Il peut être équipé en option d'un arceau ou d'un hardtop. De nombreuses aides à la conduite sont proposées sur ce véhicule, ainsi que la caméra de recul. Le passage en rapport court se fait par le biais d'une molette, et non par un levier comme sur les anciennes générations de pick-up. La transmission intégrale, quant à elle, est enclenchable jusqu’à 100 km/h. Sur les versions les plus chères, une transmission intégrale permanente est proposée. Ce véhicule appartient à la catégorie des utilitaires, ce qui lui permet d'échapper à un important malus écologique.

### Finitions
- Édition de lancement (seulement jusqu'en septembre 2016)
- Sport
- Unlimited
- Escalade
- Cross

Cette dernière version est lancée en octobre 2017. Plus axée sur le loisir et le confort, elle possède de nombreux éléments décoratifs (couleur noire mate) ainsi qu'une gamme d'équipement très complète. C'est le haut de gamme du Fullback. Seulement disponible en double cabine avec le moteur le plus puissant, elle est vendue entre 40 716 € et 42 156 € (selon que la boite de vitesses est automatique ou manuelle).

### Autres pick-up similaires
- Nissan Navara
- Renault Alaskan
- Mercedes Classe X
- Mitsubishi L200
- Mazda BT-50
- Isuzu D-Max
- Ford Ranger
- Toyota Hilux
- Volkswagen Amarok